# شق (علم طبقات الأرض)

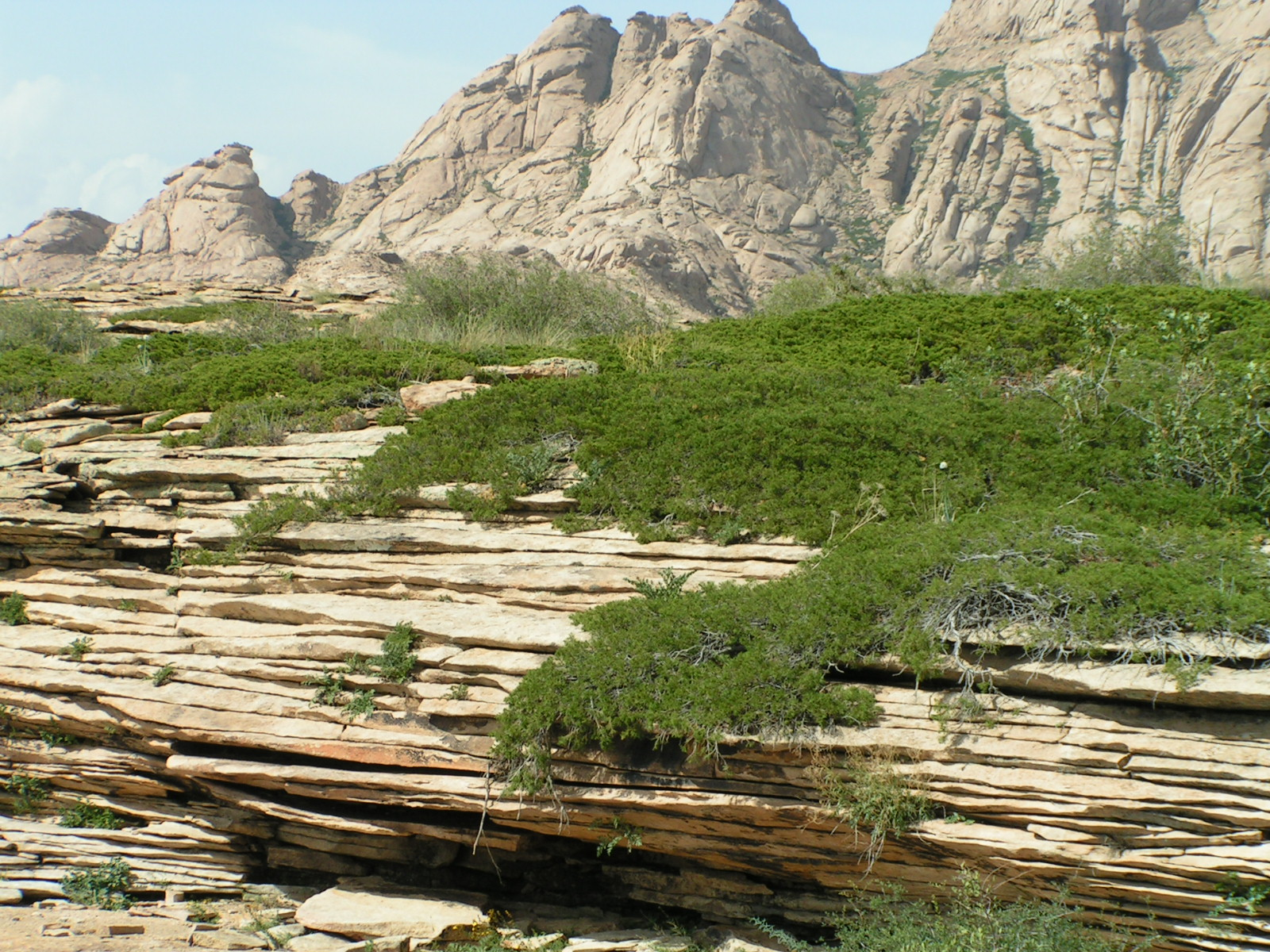
الفواصل الأفقية في الصخور الرسوبية في المقدمة ومجموعة أكثر تنوعًا من الفواصل في الصخور الجرانيتية في الخلفية. صورة من المرتفعات الكازاخستانية في مقاطعة بلخاش، كازاخستان.

شُق أو فاصل (بالإنجليزية: joint)‏ هو فلق أو كسر طبيعي يحدث في مستوى من المستويات الضعيفة في كتلة صخرية غير مصحوب بزحزحة على أي من جانبيه. على الرغم من أن الفواصل يمكن أن تحدث منفردة، إلا أنها تظهر في الغالب كمجموعات وأنظمة مشتركة. مجموعة الفواصل هي مجموعة من الفواصل المتوازية والمتباعدة بشكل متساوٍ والتي يمكن تحديدها من خلال رسم الخرائط وتحليل توجهاتها والمسافات بينها وخصائصها الفيزيائية. يتكون النظام المشترك من مجموعتين أو أكثر من مجموعات الفواصل المتقاطعة.

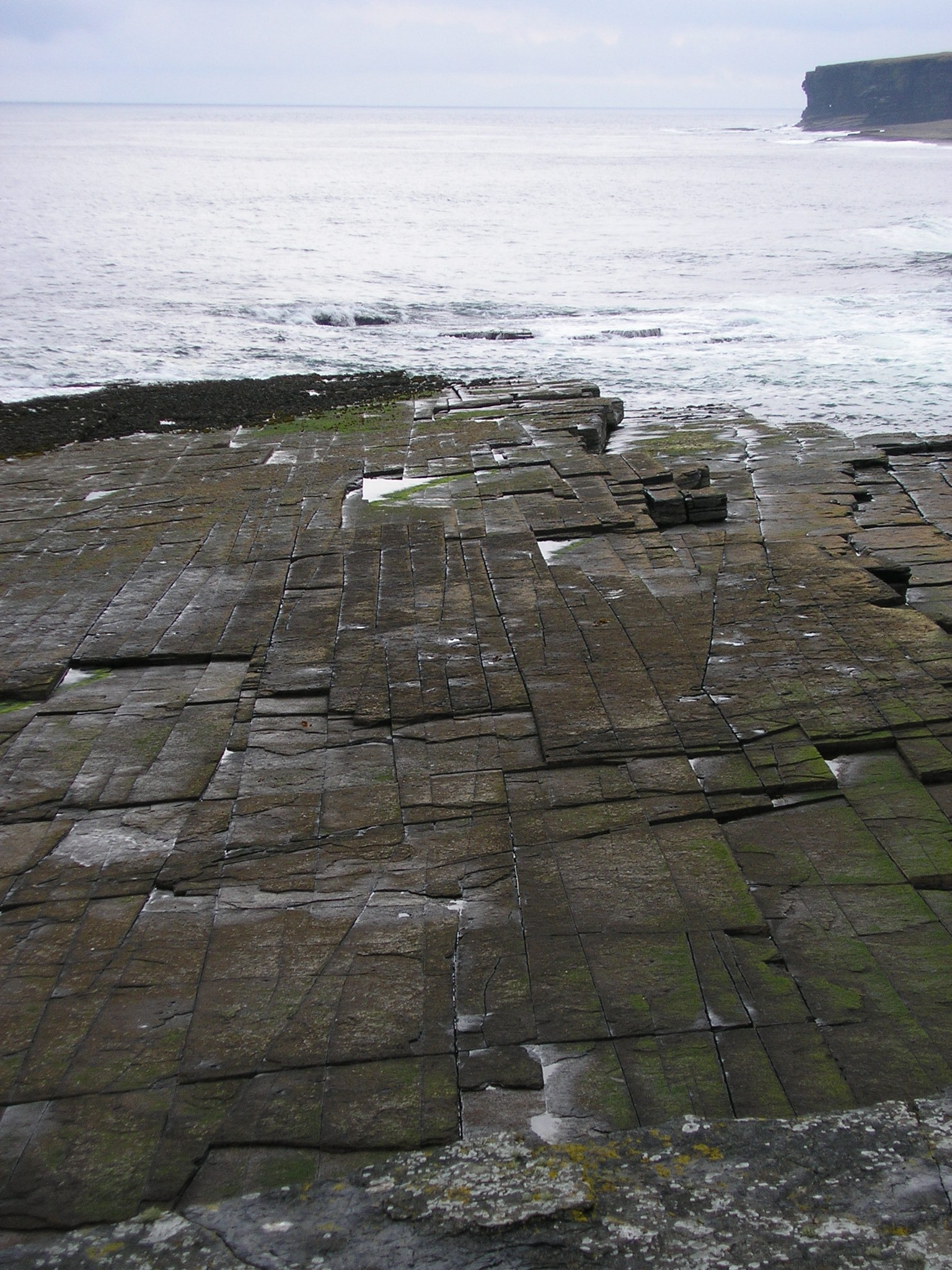
مجموعات فواصل متعامدة على مستوى الأديم في حجر لوحي، كيثنس، اسكتلندا

معظم الشقوق إما أن تحدث من خلال عملية شد أو عملية قص.

## أنواع الشقوق
أنواع الشقوق هي :

### الشقوق الشدية
تكون عملية الانتشار عمودية على اتجاه الشد أو تكون الحركة النسبية عمودية على جدران الشقوق.

### الشقوق القصية
تكون فيها الحركة النسبية موازية للأسطح ولكن في بعض الشقوق القصية تكون الحركة عبارة عن حركة انزلاقية عمودية علي حواف الشقوق.

### الشقوق المائلة
وهي حركة قصية تتم بموازة حواف الشقوق.

## سبب تكوينها
التأثيرات التي تحدث باستمرار على القشرة الأرضية هي غالباً قوى لها علاقة بإعادة توازن بسيطة نسبياً، تشكل الشقوق الصخور وتكوين فواصل فيها، كقوي دفع أو قوي تكتونية ضاغطة أو ناتجة عن تبريد وتقلص أو تسخين وتمدد.